# Joan Pere Cavaillé
Joan Pere Cavaillé   (Galhac, octubre 1743 - Llançà, 13 de març de 1809) fou el segon membre de la notable nissaga Cavaillé d’orgueners llenguadocians.

Orgue de l'església de Sant Miquel de Galhac construït per Joan Pere Cavaillé

Aprengué l’ofici treballant amb el seu oncle Joseph, frare dominicà del convent de Tolosa de Llenguadoc. Tots dos van treballar en la construcció dels orgues de Vinçà (1754), Sant Miquel de Galhac (1755) i el de Santa Maria de la Real, a Perpinyà (1760).
A finals de 1765, Joseph viatja a Barcelona amb el seu nebot amb l’encàrrec de construir els orgues de les esglésies de Santa Caterina i de la Mercè. A poc d’iniciar-se els treballs de l’orgue de Santa Caterina, l’oncle torna a Tolosa i deixa el nebot a càrrec de continuar-los.
El 12 de febrer de 1767 es casa a església de Santa Maria del Mar amb Francesca Coll i Artimbau, filla d’Onofre Coll, fabricant de sedes local. L’any 1770 retorna a Tolosa amb la família. Allí hi neix el seu primer fill, Domènec Cavaillé-Coll (16 d’abril de 1771).
El 1780 mor Francesca i el mateix any Joan Pere es casa amb Marguerite Fabry. El 1785 treballa junt amb el seu fill en la restauració de l’orgue de la col·legiata de Sant Vicenç de Montréal de l’Aude (1781-1785) i en la construcció del de Saint Guilhem-le-Désert (1785-1789), que deixen inacabat a causa de la Revolució Francesa. Precedit pel seu fill, que el 1788 ja s'havia establert a Puigcerdà per a construir l’orgue de església de Santa Maria, el 1789 la família es trasllada a viure a Catalunya.
Instal.lats a Puigcerdà, el 17 d’agost de 1790, Joan Pere ofereix a la Junta de Comerç de Barcelona una màquina de filar que podia funcionar a mà, tirada per un cavall o moguda hidraulicament. L’oferta va ser acceptada (1794) i en compensació li van atorgar una pensió anual de 5.000 rals a canvi de supervisar la instal·lació de les màquines a diversos indrets del país.  
El 1793 viatja a Sant Joan de les Abadesses per a finalitzar l’orgue iniciat pel seu fill Domènec. Pensionat per la Junta de Comerç de Barcelona treballa en la restauració dels orgues de Santa Maria del Mar (1796) i en el de la nova església de la Mercè (1798), a Barcelona, i en els de la seu de Vic (1798) i de Tortosa (1799).
Amb l’obrador establert a la Granja d’Escarp (Segrià), s'encarrega de la construcció dels orgues de les esglésies de Sant Miquel, a Torroja del Priorat (1798-1799), de la de Mequinensa (1805-1809), de la basílica de Santa Maria, a Castelló d’Empúries (1807) i de l'església de Maials (1808-1809). Actualment, dels orgues construïts o restaurats per Joan Pere i Domènec Cavaillé a Catalunya, només en subsisteixen els de Torroja del Priorat (restaurat) i la cadireta del de Castelló d’Empúries.
Entre les seves activitats al marge de l’orgueneria, cal comptar també la seva dedicació a l’explotació d’unes mines de carbó a la Vilella Baixa i a la Granja de l’Escarp, també per encàrrec de la Junta de Comerç (1801).
Quan havia iniciat el retorn a la seva Occitània natal, va morir accidentalment a Llançà.